# 江苏省震泽中学
江苏省震泽中学（英文：Jiangsu Zhenze High School），简称“省震中”或“震中”或“震泽中学”。位于中华人民共和国江苏省苏州市吴江区松陵街道庞杨路1750号。学校是苏州市吴江区教育局主管的一所公立全日制高级中学，江苏省重点中学、江苏省四星级普通高中。
学校分为高中部、杨嘉墀创新实验（初中）班、国际部三部分组成。若没有特殊指明，民间一般都称其高中部为“江苏省震泽中学”。

## 历史
江苏省震泽中学1923年由施肇曾和施肇基兄弟创办并分别担任董事长和名誉董事长。学校三次迁移学校地址，六次更改校名。1962年被确定为苏州地区重点中学；1979年被江苏省教育厅列为首批办好的重点中学；1992年通过江苏省重点中学合格验收；2004年晋升为江苏省四星级普通高中；2007年9月，学校易地新建，整体迁址于松陵镇办学。2020年7月，江苏省震泽中学育英学校开办并招生。

## 学校组织
江苏省震泽中学校内拥有“晓庵天文”“育英太极”两个江苏省级课程基地，拥有与南京大学合作共建的“育英科学院”，拥有江苏省中小学品格提升工程项目“育英生涯学院”。
学校内有进30个个校内社团和学生会组织。

### 学生会
江苏省震泽中学学生会分为学习部、生活部、社团部、宣传部、文娱部、体育部和传媒部等七个部门。
传媒部负责学校哔哩哔哩账号的运营工作。

## 理念和文化
江苏省震泽中学校训是“诚朴”；校风是“诚信守真，朴实求是”；教风是“谦爱务本，博雅持躬”；学风是“励志笃学，修德敦行”。

## 现状
现任江苏省震泽中学校长是姚敬华，中共党委书记是宋建祥。
据2021年8月学校官网显示，学校占地面积370亩；有高中教学班50个，在校学生合计2128人，专任教师250人。学校开办“杨嘉墀创新实验班”作为创新人才培养的模式。
2021年10月，召开第五十六届学生代表大会。选举杨可宇为学生会主席。
2024年9月，时任震泽中学第一纯情的王子豪同学入学高一九班